# ユーロブルン・ER188
ユーロブルン・ER188 (EuroBrun ER188) は、イタリアのレーシングチーム、ユーロブルンが1988年のF1世界選手権に投入したフォーミュラ1カー。デザイナーはマリオ・トレンティーノ。ER188はチームにとって初の車であり、チャンピオンシップポイントを獲得できなかった。最高成績は11位。
チームは2台体制でシーズンに臨み、1987年の国際F3000選手権チャンピオンのステファノ・モデナと、ブルン・モータースポーツでスポーツカーをドライブしていた33歳のオールドルーキー、オスカー・ララウリが起用された。
1989年は搭載エンジンが変更されたユーロブルン・ER188Bが使用された。

## 背景
ユーロブルンはユーロレーシングとブルン・モータースポーツが提携して1987年に結成されたチームだった。スイスの起業家でありブルン・モータースポーツのオーナーだったウォルター・ブルンがチームの金銭面を支え、技術開発および実戦参加はユーロレーシングが担当した。ユーロレーシングはまたER188の開発も担当した。ユーロレーシングはかつてアルファロメオのF1参戦に際して、1983年から1985年までマシン開発とチーム運営を担当している。
1988年はいわゆるターボ時代の最後のシーズンだった。強力なターボ車と従来の自然吸気車が競ったが、自然吸気エンジンはコスト面で高価なターボエンジンを使用できない小チームや新規参入チームが使用していた。ユーロブルンはこういったチームに属していた。

## 開発
ER188はイタリアでユーロレーシングのエンジニアによって開発された。主任デザイナーはブルーノ・ザーバとマリオ・トレンティーノで、トレンティーノは以前アルファロメオ・184Tを設計している。ユーロレーシングのオーナー、ジャンパオロ・パバネロは車をコンベンショナルだと語ったが、周囲は時代遅れだと考えた。ER188はアルファロメオ・184Tに酷似していた。実際ノーズ部分やモノコック、ロールバー、エンジンカバーなどの類似点を有していた。かつて184Tをドライブしたエディ・チーバーは、ユーロブルン・ER188は単に4年前のアルファロメオを改修しただけであると語った。リアルのギュンター・シュミットも同様の見解を表明した。
ER188の特徴は背が高くかさばるモノコックだった。それは1980年代初頭のマシンのサイズで、1988年にはすでに珍しいものであった。サスペンションはフロントがスラスト、リアがタイロッドを装備していた。エンジンはスイスのハイニー・マーダー・レーシング・コンポーネンツが調整したコスワースDFZを搭載した。トランスミッションはヒューランド製の6速ギアボックスを元にユーロブルンが開発したものであった。ER188は3台が製作された。

## レース戦績

### 1988
ユーロブルンは1988年シーズンに2台体制で臨んだ。ドライバーはステファノ・モデナとオスカー・ララウリが起用された。地味で堅実なスタートであったが、チームは予算不足に苦戦していた。1988年5月にはブルンがララウリに代えてドイツ人ドライバーのクリスチャン・ダナーを起用しようとするチーム内のトラブルが生じた。これはダナーの背が高すぎてER188のモノコックに収まらないことが判明し、実現しなかった。モデナは開幕戦でER188-1を使用し、サンマリノからスペインまでER188-3を使用、日本とオーストラリアで再びER188-1を使用した。ララウリはシーズンを通してER188-2を使用し、最終戦のオーストラリアのみER188-3を使用した。
ER188は失敗作であり、チャンピオンシップポイントを獲得することはできなかった。資金不足のためシーズンを通してマシンの改良はほとんど行われず、ER188はほとんどのグランプリで他のマシンからラップされたが、速度が遅いためパスするのが困難だとして悪評が高まった。
ララウリは8回予選通過し、完走したのは2回であった。モデナは10回予選通過、5回完走した。ER188の最高成績はモデナがハンガリーグランプリで記録した11位であった。
車の主な問題は単純な構造であり、洗練されていないデザインであった。加えて挙動にも問題があり運転が困難であった。1988年の夏にラルフ・ベラミーがシャシーに手を加えたが、効果は上げられなかった。ドイツグランプリ以降、予選を通過したのはモデナが3回、ララウリが1回のみであった。
ドライバーはF1の経験が無く、同様にスタッフも手慣れていなかった。多くの組織的なエラーがリタイアにつながり、予選落ちにつながった。モデナは第3戦モナコで重量検査を行わなかったとして失格となった。第4戦メキシコグランプリではモデナ車のリアウィングが4mm後方に取り付けられていたため失格となり、ベルギーグランプリではメカニックが予選用のスペシャルエンジンの装備を忘れ、両名とも予選落ちした。
シーズン終了後の12月にチームはボローニャ・モーターショーで行われた1988年フォーミュラワン・インドア・トロフィーにファブリツィオ・バルバッツァを起用して参戦した。バルバッツァは第1ラウンドでミナルディのルイス・ペレス＝サラに敗北した。

### 1989
1989年に向けて2台のER188が空力的な改修を施され、ER188Bとなった。エンジンはジャッドCVを搭載し、ピレリタイヤを使用した。前年2台エントリーで参戦したものの厳しい戦いに終始したユーロブルンは、チームボスのウォルター・ブルンの決断によって'89年は1カーエントリーへ体制縮小し、1台にチーム力を集約する方針を採った。しかしこれはブルンが'88年の成績に失望しており、ユーロブルンへ資金を投入することに乗り気ではなくなっていたことの現れであった。ドライバーはF1ルーキーのグレガー・フォイテクが起用された。開幕前テストでフォイテクにより走行が開始されると、ストレートエンドや高速コーナーで遅いという課題が判明した。
フォイテクは開幕戦ブラジルでは予備予選を通過したが、予選落ちした。それ以外のレースでは予備予選を通過することはできなかった。第9戦ドイツGPからジョージ・ライトンが設計した後継のER189が投入された。ER188Bは1989年のF1で最も失敗した車両であった。

## F1における全成績
(key) （太字はポールポジション）
| 年     | シャシー | エンジン        | タイヤ | No. | ドライバー | 1   | 2    | 3    | 4    | 5    | 6    | 7    | 8    | 9   | 10  | 11   | 12   | 13   | 14  | 15  | 16  | ポイント | 順位 |
| ------ | -------- | --------------- | ------ | --- | ---------- | --- | ---- | ---- | ---- | ---- | ---- | ---- | ---- | --- | --- | ---- | ---- | ---- | --- | --- | --- | -------- | ---- |
| 1988年 | ER188    | フォード DFZ V8 | G      |     |            | BRA | SMR  | MON  | MEX  | CAN  | DET  | FRA  | GBR  | GER | HUN | BEL  | ITA  | POR  | ESP | JPN | AUS | 0        | NC   |
| 1988年 | ER188    | フォード DFZ V8 | G      | 32  | ララウリ   | Ret | DNQ  | Ret  | 13   | Ret  | Ret  | Ret  | DNQ  | 16  | DNQ | DNPQ | DNPQ | DNPQ | DNQ | DNQ | Ret | 0        | NC   |
| 1988年 | ER188    | フォード DFZ V8 | G      | 33  | モデナ     | Ret | NC   | DSQ  | DSQ  | 12   | Ret  | 14   | 12   | Ret | 11  | DNQ  | DNQ  | DNQ  | 13  | DNQ | Ret | 0        | NC   |
| 1989年 | ER188B   | ジャッド CV V8  | P      |     |            | BRA | SMR  | MON  | MEX  | USA  | CAN  | FRA  | GBR  | GER | HUN | BEL  | ITA  | POR  | ESP | JPN | AUS | 0        | NC   |
| 1989年 | ER188B   | ジャッド CV V8  | P      | 33  | フォイテク | DNQ | DNPQ | DNPQ | DNPQ | DNPQ | DNPQ | DNPQ | DNPQ |     |     | DNPQ |      |      |     |     |     | 0        | NC   |

## 参照
1. ↑  1988年シーズンは18チーム中12チームが自然吸気エンジンを使用した：ユーロブルン、AGS、ベネトン、BMSスクーデリア・イタリア、コローニ、ラルース、リジェ、マーチ、ミナルディ、リアル、ティレル、ウィリアムズ
2. ↑  Motorsport aktuell. Heft 10, 1988, S. 22.
3. ↑  Cimarosti: Das Jahrhundert des Rennsports. 1997, S. 389.
4. ↑  Motorsport aktuell. Heft 29, 1988, S. 21.
5. ↑  „Wenn man den EuroBrun rot anstreicht, hat man einen Alfa. Die haben nichts gemacht.“ Zitiert nach Motorsport aktuell. Heft 29, 1988, S. 10.
6. ↑  Hodges: Rennwagen von A–Z nach 1945. 1994, S. 91. Dort wird der Wagen als „massig“ beschrieben.
7. ↑  オゼッラとAGSも同様のモノコックを装備していた。
8. 1 2  Henry (Hrsg.): Autocourse. 1988–89. 1988, S. 37.
9. ↑  Hodges: Rennwagen von A–Z nach 1945. 1994, S. 91: „Der Wagen zeigte keinerlei Originalität“.
10. ↑  Motorsport aktuell. Heft 28, 1988, S. 4.
11. ↑  Motorsport aktuell. Heft 23, 1988, S. 26.
12. ↑  Motorsport aktuell. Heft 36, 1988, S. 5.
13. ↑  Bologna Sprint
14. ↑  NA元年'89GPガイドEUROBRUN Car No.33 グランプリ・エクスプレス '89シーズン開幕直前号 39頁 山海堂 1989年4月3日発行
15. ↑  NA元年 Final Testig RIO ユーロブルン グランプリ・エクスプレス '89シーズン開幕直前号 4-5頁 1989年4月3日発行